# 深美せりな
深美 せりな（ふかみ せりな、1992年11月30日 - ）は、日本のAV女優である。

## 人物・来歴
2016年5月6日、「Iカップ98cm深美せりな 爆乳ムチムチ新人デビュー」という作品でデビュー。

## 出演作品

### アダルトDVD
2016年
- Iカップ98cm深美せりな　爆乳ムチムチ新人デビュー（5月6日、クリスタル映像）
- 兄嫁の爆乳は一見にしかず Iカップ98cm せりな（5月20日、チェリーズ）
- ロケット爆乳ストーカー II（6月3日、クリスタル映像）
- 職場パワハラで自主退職に追い込まれ権利を主張しに来たウザ女子社員を激透媚薬でマ●コをヒクつかさせて返り討ちブッ挿しSEX（6月10日、プレステージ） 共演: 黒木彩花、春日部このは、西内るな
- 爆乳アパレルショップ店員が膣内射精でヨガり狂う失禁肉奴隷アルバイト（7月1日、Fitch）
- BigBoobsButt 深美せりな（7月18日、メディア総販ソレイル）
- 初撮り ロケット爆乳少女膣中出し淫行バイト 川谷さくら19歳Jカップ（7月25日、妄想族）
- ドM巨乳女林間全裸廃棄（8月4日、グローリークエスト） 共演: 綾瀬みなみ、葉月美音、枢木みかん
- オジサンの乳弄りに変態に堕ちた巨乳妻（8月5日、光夜蝶）
- 必殺！白目剥いても地獄突き 深美せりな（8月5日、NON）
- 海ナンパ 07 in 湘南 チームN せいな 24歳 OL（8月9日、ナンパTV）
- ノーブラ爆乳妻ナンパしました！勃起乳首見せつけるでか乳輪のJカップ（8月25日、妄想族）
- 土下座と奉仕と謝罪3（9月1日、中嶋興業）
- 誰にも言えない恥ずかしいオナニーをしている俺を見て、弱みを握ったむっつりスケベな愛娘に肉バイブとして弄ばれ妻より興奮してしまったダメな俺（9月2日、NON） 共演: 稲村ひかり、八ッ橋さい子、鈴森るな、綾波まこ、すなお恵
- どM揉み 深美せりな（9月2日、アウダースジャパン）
- マジックミラー号 「早漏に悩む男性の暴発改善のお手伝いをしてくれませんか？」海で声をかけたノリの良い水着姿の美少女たちが敏感チ●ポを励まし、互いに何度も気持ちよくなる連続射精SEX！！6（10月6日、SODクリエイト） 共演: 桜木優希音、青葉優香、さくらみゆき、天羽栞、ルロア・クララ
- 変態系アングラサークルの隠れ爆乳天然娘 せりなちゃん（10月7日、unfinished）
- 息子の受験失敗に怒った父兄が、学歴詐称の巨乳家庭教師に復讐SEX（10月21日、クリスタル映像）
- 軽い気持ちでAVに出た胸の大きな人妻を乱交プレイで骨抜きにして、俺らが飽きるまでザーメンをまき散らした（11月4日、NON） 共演: すなお恵
- 勇気を振り絞って興奮の頂点へ！！前から気になっていたあの美巨乳お姉さんにしてもらえるか！？キスだけでギンギンにフル勃起な童貞君の筆下ろし体験！ 2（11月10日、ホットエンターテイメント） 共演: 澁谷果歩、江上しほ、とみの伊織
- 巨乳女医限定！！ 派遣型中出しメンタルクリニック 3（11月11日、ケイ・エム・プロデュース） 共演: 梨杏なつ、水澤りこ、岡沢リナ
- ちちくりジョニー せりな（22）（11月20日、DMM.R18）
- ナンパJAPANが誇るナンパ師たちが勝手に隠し撮りしたシロウト女性のプライベートSEX 初めてDVD化する秘蔵映像3時間！（12月1日、ナンパJAPAN） 共演: 桜井涼花、真白初音、水城えま
- 合同会社説明会帰りの仲良し就活生は下着の色も同系色 深田せな 初川ゆう 素人使用済下着愛好会（12月7日、クンカ）
- 巨乳緊縛責め 2（12月8日、中嶋興業） 共演: 美月優芽
- アナタはナニしにトーキョーへ！？ #004. 名古屋から就活上京中の美人女子大生。無意識に胸チラを繰り返す、世間の厳しさを知らないゆるめなギャルは彼氏持ちなのに押しの弱さ大全開！拒みながらも電マに絶頂&大量潮吹き、感度良好ドスケベヤングガー せりなさん 22歳 名古屋から上京（12月11日、ドキカクch）

2017年
- クラスのアイドルだった子がデリヘル嬢になっていてまさかの再会！今や借金まみれになってしまった彼女は成功した僕の金の匂いを嗅ぎ分けたのか、自らゴムを外してまさかの生ハメ！そのまま中出し！ 2（1月19日、アイエナジー） 共演: 三上絵理香、夏原あかり
- 妊娠適齢期で焦っている義姉さんは兄さんの代わりに僕でもいいから受精したいらしく何度も中出し交尾を求めてくる！（1月27日、ケイ・エム・プロデュース） 共演: 北井杏樹、水原さな、沙原さゆ
- 巨乳な人妻のナマ着替えを覗いていたら 奥さんのほうから窓ガラスにデカパイ押し付けて誘惑してきた！（1月27日、ケイ・エム・プロデュース） 共演: 彩奈リナ、三上絵理香、羽月都花沙